# Rosa Ciurana
Rosa Ciurana Chorto, (Pradell de la Teixeta, 1961) Estudia Pintura al Mur a l'Escola d'Art i Disseny de Tarragona(EADT) i es gradua a l'Escola de la Llotja a Barcelona (1984). Entre els anys 1999 i 2004 realitza diversos monogràfics de gravats a l'EADT. Posteriorment es fa un postgrau en Tècniques Pictòriques a l'EADT i també un curs sobre noves tècniques xilogràfiques (Fundació Pilar i Joan Miró, Palma).
Durant més de 15 anys ha estat treballant en el programa “Plàstica a l'escola”, com a assessora de l'activitat pedagògica artística dels mestres de l'escola pública. A més ha desenvolupat un interessant treball de gestió i difusió cultural: del 2005 al 2012 s'ha encarregat de la producció i gestió dels “Tallers oberts” de la Part Alta de Tarragona i ha realitzat tallers de creació artística per a joves, dins del programa públic de “Cultura i joventut” de l'Ajuntament de Tarragona per a joves. També, l'artista ha pres part en nombroses mostres col·lectives a Espanya, França, Anglaterra i els Estats Units.
Obra:
Com a artista visual té una línia molt coherent en la seva trajectòria. De les seves mostres individuals, en destaquem “Cosmos”, una exposició de gravats que tenen com a tema l'origen del món. El 2006 “Espais de mi” al Pati de la Diputació. L'any 2009 exposa “Gens 090” a la Gallery Art Montserrat Contemporary, a Nova York. De les seves darreres exposicions "Universus " del Palau Bofarull a Reus a finals de 2014, i la del Tinglado 4 del Moll de Costa del Port de Tarragona el mes de març del 2015, experimentant amb instal·lacions "Condrites" (4 m x 2 m) i "Pits" (9 m x 2 m) i la serie pictòrica amb elements escultòrics, així tancant la serie Universus. De les seves darreres obres estan basades en un estudi sobre les madones de les més importants figures del Renaixement, Rafael, Leonardo i Miquel Àngel, un treball d'apropiacionisme, en el que l'artista manipula les imatges, amb sistemes digitals, amb superposició de metacrilats, amb collages, etc.